# Jリーグ準加盟クラブ
Jリーグ準加盟クラブ（ジェイリーグじゅんかめいクラブ）とは、2006年から2013年まで存在した、日本フットボールリーグ (JFL) 以下のカテゴリに所属しつつ、公益社団法人日本プロサッカーリーグから日本プロサッカーリーグ（Jリーグ）の正会員に準じる資格を与えられたクラブである。

## 概要
2000年代初めになるとJFL以下のカテゴリのサッカークラブの中から、Jリーグ参入を目指すクラブが拡大したことを受けて、2005年10月に、日本サッカー協会 (JFA) が設置した「Jリーグ将来構想委員会」で将来的なJリーグ参入を目指すJFL以下のサッカークラブに対する準会員制度の復活が提唱された。旧「準会員」がJFLクラブ限定だったのに比べると、新「準加盟」はJFLだけでなく広くJリーグ入りを目指そうとする地方のクラブにも門戸を開放した形となった。
2006年からJFAおよび日本プロサッカーリーグでは、将来的なJリーグ入会を目指すサッカークラブが入会基準をクリアし、安定したクラブ運営ができるよう支援することを念頭に、随時Jリーグ準加盟申請を受け付けることになった。それと同時に年1回Jリーグセミナーを開催し、Jリーグ入会に必要となる情報の提供・交換の場を設けた。
年4回の審査によりJ2リーグ入会の条件を満たすか、あるいはそれに準ずるクラブに対し、準加盟クラブと称することを認定している。準加盟を希望するクラブは4月、7月、10月、翌年1月のそれぞれ10日までに必要な書類をJリーグに郵送で提出し、翌月（5月、8月、11月、翌年2月）の理事会での審査・承認を得なければならない。ただし、2013年度までは、最短準加盟承認翌年度のシーズンにJ2昇格を目指すには、ライセンス申請の都合上、事実上遅くとも1月10日までに準加盟申請をしなければならなかった。なお、現在の百年構想クラブに改定されてからは、申請期間は準会員制度の初期（1993年 - 1995年）と同じく年1回・前年11月までの締め切り分のみが審査の対象となった。

## 準加盟資格獲得の条件
準加盟を希望するクラブは、以下の諸条件を満たした上でJリーグに準加盟を申請し、Jリーグの審査をクリアすれば準加盟が認められる。以下は2012年9月1日改訂の規定に基づく。
- 協会、Jリーグの諸規程を遵守すること。
- 法人格について、以下の要件を満たすこと。
  - 日本法に基づき設立された公益法人・特定非営利活動法人[注 1]、または発行済株式総数の過半数を日本国籍を有するものが保有する株式会社であり、1年以上の運営実績があること。
  - 上記の法人は、サッカークラブの運営を主たる業務としなくてはならない。
  - クラブの経営状態が適正であること。
  - 常勤役員1名以上、常勤スタッフ2名以上。
    - 財務管理体制が確立されていること。
    - 取締役にホームタウンに在住・在勤・在学する人物を最低1名以上は保有していること[4]。
- 各クラブのホームタウンについて、以下の要件を満たすこと。
  - 将来Jリーグを目指すことを、所属する都道府県協会が承認している。
  - ホームタウンの自治体が、Jリーグを目指すクラブを支援する姿勢を文書で示している。
  - 一度決定、または予定していたホームタウンを原則Jリーグ正会員（J3リーグ会員[注 2]）として加盟するまでの間は変更（移転・複数自治体との広域化）することができない[4]。
- ホームタウン内に下記の要件を満たす「特定スタジアム」を確保できること。
  - 「特定スタジアム」はJリーグ入会までにリーグの要求するスタジアムスペックをすでに満たしているか、将来的に満たすことができるように新設、ないしは改修可能であること。
  - かつ、準加盟申請クラブがJリーグ入会に際して、クラブライセンス交付規則に定める基準を満たすホームスタジアムを自治体が整備する必要であることを認識して、整備に向けて取り組む意向があることを文章で示していること[4]。
- JFL・地域リーグまたは都道府県リーグに参加していること。
- 相当数の企業の支援が得られる見込みがある。
- 練習場を確保していること。特にトップチームの練習会場が天候・日時を問わず常に確保できる状態であること。屋内・屋外の種別は問わず[4]。
- 都道府県リーグ所属クラブは、JFAの「Jリーグ加盟を標榜するクラブに対する優遇措置」の利用を具体的に計画していること（これは2011年廃止）。
- 育成組織（ユース、またはジュニアユースチーム）の保有義務付け、ならびに1年以上サッカースクール・クリニックの開催実績があること[4]。
- Jリーグが定めた定款が適切、かつ適正に整備されていること[4]。
- その他Jリーグが必要と認める事項を満たすこと。

なお、2012年度からJリーグ準加盟のJFLクラブがJ2リーグに昇格するに当たり、J2から降格するクラブについては、収入の減少による経営環境の悪化を考慮して、経営の状況に応じて運営費の助成を行う制度を設けることになり、その第1号として、J2リーグからJFLに降格・準加盟となった町田ゼルビアに対し、5000万円を助成することになった。

### 準加盟クラブのJリーグ入会要件

#### 2012年まで
準加盟クラブがJFLにおいて所定の成績（2006年 および2012年 - 2013年は2位以内、2007年 - 2011年は4位以内）に入れば、J2入会資格を得る。
なお、J2からJFLに降格した場合はJリーグ正会員資格を喪失したものとみなされ、JFLへは「Jリーグ準加盟への復帰」の扱い で戦うことになる。一部のマスコミではJFL降格クラブについて、「Jリーグ加盟のライセンスの一部を取得しているため」との解釈で、区別のため「Jリーグ準会員」とする件 があったが、Jリーグの公式サイトではJFLに降格したクラブも「Jリーグ準加盟」 として扱い掲載している。
なお実際に昇格可能かは、準加盟とは別に正式加盟のための本審査（平年秋季に実施）を受けた上で判断される。またその前に行う予備審査（平年夏季に実施）でJリーグの基準を満たしていない場合は是正を促すが、その是正が本審査前までには不可能であり本審査を行なうに値しないと判断された場合は、本審査を受けられず事実上翌年からのJ2昇格が不可能となる。また2013年以降については、Jリーグ入会のためにはクラブライセンスの取得が必須となり、正式加盟の可否はこの基準によって判断される。
このため、準加盟が認められたからといって、成績面でのJ2昇格案件を満たしてもこのクラブライセンスなどにより昇格・入れ替え戦参加が認められない場合もある。準加盟が認められ、成績要件を満たしながら昇格の権利を得られなかったチームとしては、FC町田ゼルビア（2010年、成績要件を満たしながらスタジアムの問題から予備審査段階で加盟申請断念）とAC長野パルセイロ（2012年・2013年、スタジアムの問題からクラブライセンス の申請を行わず）の例がある。

#### 2013年度
2013年は翌年発足予定のJ3リーグへの参加条件として準加盟を必須としたことから、多数のクラブが準加盟申請を行い、承認された。そのうえで、J3参加については、J3の開催スタジアムとライセンス取得に必要な運営面での審査（次項以後後述）、並びに所属するリーグの成績（順位としてはJ2の成績＜自動降格によるJ3配属クラブ＞→J2・JFL入れ替え戦の結果による敗戦クラブ＜J3配属クラブ＞→2013年JFLのリーグ成績→地域リーグ決勝大会決勝リーグ進出→同大会予選リーグ進出…）を参考とし、それらの上位から順番にチーム数を割り当て、最終的に第1回J3リーグに参加するチームを決定した。
なお、J3リーグ発足当初は、それに参加するクラブについては「Jリーグ準会員」 の資格を付与する ことを想定していたが、2014年の発足以後、J3加盟クラブも正会員（J3会員）と位置付けることになったため、J3昇格（参入）のできなかった旧準加盟相当クラブに対しては2014年以降「Jリーグ百年構想クラブ」の位置づけが与えられることになったが、機能は全く同じであり、名称だけが変更されただけである。そのため、現在の「百年構想クラブ」でも「準加盟（準会員）」と位置付ける記述も散見されている。

## 準加盟が承認されたクラブ
クラブ名、所属リーグ及びホームタウンは申請時点。継続審議となったものについては最終結論のみ記す。
- 備考
  -   2024年シーズン時点でJリーグ所属のクラブ
  -   2024年シーズン時点でJFL所属のクラブ
  -   2024年シーズン時点で地域リーグまたは都道府県リーグ所属のクラブ

| クラブ名                      | 所属リーグ | ホームタウン                                                    | 申請年月日     | 審議・承認日  | Jリーグ 入会年度 | 備考                            |
| ----------------------------- | ---------- | --------------------------------------------------------------- | -------------- | ------------- | ---------------- | ------------------------------- |
| ロッソ熊本                    | JFL        | 熊本県熊本市                                                    | 2006年6月23日  | 2006年8月15日 | 2008年           | 現クラブ名:ロアッソ熊本         |
| 栃木SC                        | JFL        | 栃木県宇都宮市                                                  | 2006年7月      | 2007年2月20日 | 2009年           |                                 |
| FC岐阜                        | JFL        | 岐阜県岐阜市                                                    | 2007年1月      | 2007年3月16日 | 2008年           | 付帯事項付承認                  |
| ガイナーレ鳥取                | JFL        | 鳥取市、倉吉市 米子市、境港市を中心とする鳥取県全県             | 2007年1月      | 2007年2月20日 | 2011年           |                                 |
| ファジアーノ岡山FC            | 中国       | 岡山市、倉敷市、津山市を中心とする岡山県全県                    | 2007年7月      | 2007年8月21日 | 2009年           |                                 |
| カターレ富山                  | JFL        | 富山市を中心とする富山県全県                                    | 2008年1月      | 2008年2月19日 | 2009年           |                                 |
| ニューウェーブ北九州          | JFL        | 福岡県北九州市                                                  | 2008年1月      | 2008年2月19日 | 2010年           | 現クラブ名:ギラヴァンツ北九州   |
| FC町田ゼルビア                | JFL        | 東京都町田市                                                    | 2009年1月      | 2009年2月17日 | 2012年           |                                 |
| V・ファーレン長崎             | JFL        | 諫早市、長崎市を中心とする長崎県全県                            | 2009年1月      | 2009年2月17日 | 2013年           |                                 |
| SC相模原                      | 神奈川1部  | 神奈川県相模原市                                                | 2010年1月      | 2010年2月16日 | 2014年           |                                 |
| 松本山雅FC                    | JFL        | 長野県松本市                                                    | 2010年1月      | 2010年2月16日 | 2012年           |                                 |
| ツエーゲン金沢                | JFL        | 金沢市、野々市市、かほく市 津幡町、内灘町を中心とする石川県全県 | 2012年11月16日 | 2013年2月26日 | 2014年           | 3回目の申請                     |
| カマタマーレ讃岐              | JFL        | 高松市、丸亀市を中心とする香川県全県                            | 2010年12月18日 | 2011年2月15日 | 2014年           |                                 |
| AC長野パルセイロ              | JFL        | 長野県長野市                                                    | 2011年11月30日 | 2012年7月23日 | 2014年           |                                 |
| ブラウブリッツ秋田            | JFL        | 秋田市、にかほ市 由利本荘市、男鹿市を中心とする秋田県全県       | 2012年11月30日 | 2013年2月26日 | 2014年           |                                 |
| レノファ山口                  | 中国       | 山口市を中心とする山口県全県                                    | 2013年6月10日  | 2013年8月20日 | 2015年           |                                 |
| グルージャ盛岡                | 東北1部    | 岩手県盛岡市                                                    | 2013年6月17日  | 2013年8月20日 | 2014年           | 現クラブ名:いわてグルージャ盛岡 |
| 横浜スポーツ&カルチャークラブ | JFL        | 神奈川県横浜市                                                  | 2013年6月27日  | 2013年8月20日 | 2014年           |                                 |
| 福島ユナイテッドFC            | JFL        | 福島市を中心とする福島県全県                                    | 2013年6月25日  | 2013年9月17日 | 2014年           | 2回目の申請                     |
| FC琉球                        | JFL        | 沖縄市を中心とする沖縄県全県                                    | 2013年6月26日  | 2013年9月17日 | 2014年           | 3回目の申請                     |
| 奈良クラブ                    | 関西1部    | 奈良市を中心とする奈良県全県                                    | 2013年6月20日  | 2013年9月17日 | 2023年           |                                 |
| tonan前橋                     | 関東1部    | 群馬県前橋市                                                    | 2013年6月27日  | 2013年9月17日 | -                | 2019年に「百年構想クラブ」脱退  |
| ヴァンラーレ八戸              | 東北1部    | 青森県八戸市、十和田市、五戸町                                  | 2013年6月28日  | 2013年9月17日 | 2019年           |                                 |
| 藤枝MYFC                      | JFL        | 静岡県藤枝市、島田市、焼津市 牧之原市、吉田町、川根本町         | 2013年6月28日  | 2013年9月17日 | 2014年           |                                 |
| アスルクラロ沼津              | 東海1部    | 静岡県沼津市                                                    | 2013年6月28日  | 2013年9月17日 | 2017年           |                                 |

| クラブ名         | 所属リーグ | ホームタウン           | 申請年月日    | 備考 |
| ---------------- | ---------- | ---------------------- | ------------- | --- |
| MIOびわこ滋賀    | JFL        | 滋賀県草津市、東近江市 | 2013年6月27日 | 現クラブ名:レイラック滋賀FC                                                                                |
| ヴィアティン桑名 | 三重2部    | 三重県桑名市           | 2013年6月28日 | 書類不備により申請不受理 現クラブ名:ヴィアティン三重 2020年に「Jリーグ百年構想クラブ」として承認           |
| 栃木ウーヴァFC   | JFL        | 栃木県栃木市           | 2013年6月28日 | 現クラブ名:栃木シティFC 2014年に「Jリーグ百年構想クラブ」として承認                                        |
| FC鈴鹿ランポーレ | 東海1部    | 三重県鈴鹿市           | 2013年6月28日 | 現クラブ名:アトレチコ鈴鹿クラブ 2021年に「Jリーグ百年構想クラブ」として承認 2022年に百年構想クラブ資格喪失 |

- なお、今後Jリーグへの準加盟を目指すクラブについては、Jリーグ加盟を目指すクラブを参照のこと。

### 注記
1. ↑  ただし運営法人が特定非営利活動法人の場合、Jリーグ規約第12条の規定に基づき、そのままではJ2会員以上となることが出来ない（公益法人または株式会社等に改組する必要がある）。
2. ↑  2013年まではJ2リーグ会員。
3. ↑  準加盟制度ができる前の1999年 - 2005年も、Jリーグ参入希望があり、なおかつJリーグ加盟申請をしたクラブに対しては原則2位以内を条件としてJ2昇格が認められた。ただし1999年の水戸ホーリーホックと2004年のザスパ草津は3位で終わったが、前者は優勝の横浜FCがJFL準会員であったため正会員で2位以内の成績を収めたことと解釈して、また後者は2位のHonda FCと勝ち点・得失点差が同点（総得点数で草津は3位）だったことを考慮してJ2昇格が認められた。
4. ↑  2012年以後は1位は自動昇格、2位はJ2・JFL入れ替え戦に進出し勝利した場合に昇格。
5. ↑  自動昇格。ただし、J2の枠（22チーム）を超過するチーム数が昇格することはないものとされた。
6. ↑  2013年はJ2ライセンス。
7. ↑  1992年 - 1998年の「Jリーグ準会員制度」とほぼ同義であるが、準会員の資格取得など、内容は一部異なる。
8. ↑  「クラブ経営などが改善されないと、たとえJFLで優勝してもJ2に入会できないことを、クラブ内外の関係者に周知すること」「6月ないし8月にJリーグによる予備審査を受けること」の付帯条項付きで準加盟認定を受けている[13]。
9. ↑  2013年はJFL降格[5] に伴って正会員資格を喪失[7][8]、2014年に再入会。
10. ↑  申請当時、公式HPでは「松本市を中心とする全県」としていた他、2012年版のJリーグファンズガイドでは「長野県全県をホームタウン」と位置づけて掲載していた。現在のホームタウンは長野県松本市、安曇野市、山形村、塩尻市、大町市。
11. ↑  2010年4月に1回目の申請を行うも、書類不備[19] でJリーグ側が不受理。2011年1月7日に2回目の申請を行うが継続審議となり、2012年に再提出を行ったもの。
12. ↑  公式HPでは「長野市を中心とする北信地域」としている。
13. ↑  「FCペラーダ福島」時代（当時東北2部）の2007年1月に1回目の申請を行うが、2007年2月20日に不認可[12] となり、再申請を行ったもの。
14. ↑  2008年1月に1回目の申請を行うが、2008年2月19日に不認可[15]、2011年1月11日に再申請を行うが承認が事実上見送られた状態になっており、改めて再申請を行った。